# 二人/VIVIVID PARTY!
「二人/VIVIVID PARTY!」（ふたり/VIVIVID PARTY!）是唯夏織的第2張單曲。2010年7月21日由STARCHILD發售。

## 概要
初回限定盤和通常盤2種形式發售，前者與マイコーりょう共演したPV收錄DVD和生写真封入。
「二人」是電視動畫『kiss×sis』最終回片尾曲。

## 収録曲
CD
1. ふたり [4:03]
作詞：大森祥子、作曲・編曲：高橋菜々
  - 電視動畫『kiss×sis』最終回片尾曲
2. VIVIVID PARTY! [4:19]
作詞：あきよしふみえ、作曲・編曲：宮崎誠
3. ふたり（off vocal ver）
4. VIVIVID PARTY!（off vocal ver.）

DVD
1. VIVIVID PARTY!（MUSIC CLIP）
2. 【ゆいかおり】VIVIVID PARTY!【踊ってみて!】

## 備註
1. ↑  マイコミジャーナル. . 2010-07-25  [2011-08-06]. （原始内容存档于2012-07-11）.

## 外部連結
- 唯夏織 RELEASE